# La nuit s'achève
Pour plus de détails, voir Fiche technique et Distribution.
La nuit s'achève est un film français réalisé par Pierre Méré et sorti en 1950.

## Synopsis
Jean-Louis, le fiancé de Danielle, une infirmière, devient aveugle à la suite d'une explosion qui a lieu dans la mine où il travaille. Venu de Lyon, le docteur Coudray, dont le fils naturel Gilbert - qui aime Danielle - meurt en portant secours à son père menacé par le responsable de l'accident de Jean-Louis, s'emploiera à rendre la vue à ce dernier.

## Fiche technique
- Titre : La nuit s'achève
- Réalisation : Pierre Méré
- Scénario : Pierre Méré, Philippe Brunet, J. A. Faux, Pierre Malfille
- Photographie : Enzo Riccioni
- Musique : Henri Bourtayre,
- Montage : Gabriel Rongier
- Son : André Louis
- Production : Les Films Minerva (Paris)
- Pays :  France
- Tournage : 18 octobre - 11 décembre 1949
- Format : Noir et blanc  - Son mono
- Genre : Comédie dramatique
- Durée : 103 minutes
- Date de sortie : France - 8 décembre 1950
- Affiches : René Péron (France)

## Distribution
- Victor Francen : Dr Coudray
- Ludmilla Tcherina : Danielle
- Gérard Landry : Jean-Louis
- Georges Rollin : Gilbert Mallet
- Jacques Mattler : Inspecteur Moreau
- Camille Bert : Dr Chevalier